# Grand Prix Norwegii
Grand Prix Norwegii, oficj. Norge Grand Prix – zimowy wyścig samochodowy, odbywający się w latach 1934-1936, 1950. Zawody odbywały się na zamarzniętych jeziorach Gjersjøen i Bogstadvannet, nieopodal Oslo, a także na jeziorze Mjøsa.

## Zwycięzcy
| Rok         | Zwycięzca            | Konstruktor     | Miejsce        | Wyniki         |
| ----------- | -------------------- | --------------- | -------------- | -------------- |
| 1934        | Per-Viktor Widengren | Alfa Romeo      | Mjøsa          | Wyniki         |
| 1935        | Per-Viktor Widengren | Alfa Romeo      | Bogstad        | Wyniki         |
| 1936        | Eugen Bjørnstad      | Alfa Romeo      | Gjersjøen      | Wyniki         |
| 1937 - 1949 | Nie rozgrywano       | Nie rozgrywano  | Nie rozgrywano | Nie rozgrywano |
| 1950        | Gunnar Carlsson      | Mercury Special | Oslo-Gardemoen | Wyniki         |